# Adalberto II de Mansuarie
Adalberto II de Mansuarie, conhecido apenas como Adalberto (770 - 819) foi um nobre da Idade Média, conde de Mansuarie, possivelmente tendo sido crescido na França.

## Relações familiares
Foi filho de Manfredo de Mansuarie (740 - 789) que possivelmente foi o antecessor de Adalberto, e sua mãe passa a ser desconhecida. Sua esposa também passa a ser desconhecida, e de seu casamento passou a ser pai de:
Giselberto de Maasgau e Darnau